# Edward L. Atkinson
Edward Leicester Atkinson, DSO (23 de noviembre de 1881 - 20 de febrero de 1929) fue un cirujano de la Marina Real y explorador antártico, miembro del equipo científico de la Expedición Terra Nova comandada por el capitán Robert Falcon Scott y llevada a cabo entre 1910 y 1913. Atkinson estuvo al mando de la base de la expedición en Cabo Evans durante gran parte de 1912, y dirigió la comitiva que encontró la tienda que contenía los cuerpos de Scott, "Birdie" Bowers y Edward Wilson. Atkinson se asoció posteriormente con dos controversias: la relativa a las órdenes de Scott sobre el uso de perros y la relativa a la posible incidencia de escorbuto en el grupo polar. En su honor se nombraron los acantilados Atkinson en la costa norte de la Antártida.

## Biografía

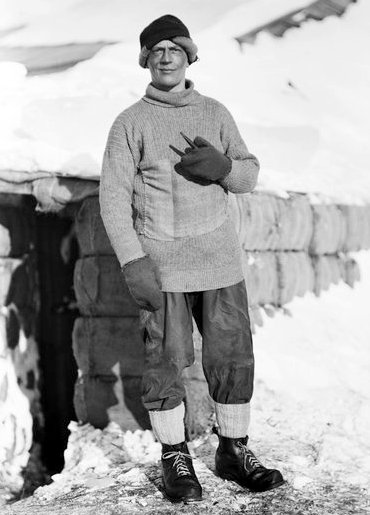
Edward Atkinson en 1911.

Atkinson nació el 23 de noviembre de 1881 en San Vicente, Islas de Barlovento, donde pasó gran parte de su infancia. Fue educado en la Escuela de Snaresbrook y recibió su formación médica en el Hospital St. Thomas, en Londres, donde se convirtió en campeón de boxeo de peso semipesado del hospital. Se graduó en 1906 y dos años más tarde se unió al Servicio Médico Naval como cirujano, con sede en el Hospital Naval en Gosport, Hampshire. Era principalmente un investigador, y había publicado un artículo sobre el reumatismo gonorreico cuando fue nombrado médico y parasitólogo de la expedición Terra Nova.
Dos años después del inicio de la expedición, el 29 de octubre de 1912, Atkinson dirigió una comitiva con perros y mulas para comenzar la búsqueda de los rastros de la expedición polar. El 12 de noviembre, a 11 millas al sur de One Ton Depot, descubrió la tienda que contenía los cuerpos de Scott, Wilson y Bowers. Atkinson encontró el diario de Scott y se enteró de la historia del desastre, luego leyó a los hombres reunidos las secciones relevantes, incluidas las que registran las muertes de Evans y del capitán Oates. Luego se dirigió hacia el sur en busca del cuerpo de Oates, encontrando solamente su saco de dormir. A su regreso a Hut Point el 25 de noviembre, el grupo de búsqueda se enteró del regreso seguro de la comitiva norte, en cuyo momento Victor Campbell, como oficial superior, asumió el liderazgo.
A su regreso a Inglaterra, Atkinson trabajó brevemente en la Escuela de Medicina de Londres en investigación parasitaria, antes de partir en una expedición médica a China para investigar un parásito que causaba esquistosomiasis entre los marineros británicos. Después del estallido de la guerra, Atkinson se reportó para el servicio activo. En 1928, su esposa murió y Atkinson sufrió un ataque de nervios. Se recuperó, sin embargo, y en unos pocos meses se casó de nuevo. Fue promovido a cirujano capitán y se retiró de la Marina Real. A bordo de un barco en el Mediterráneo el 20 de febrero de 1929, en su camino de regreso a Inglaterra, Atkinson murió repentinamente, a la edad de 47 años, y fue enterrado en el mar.